# Шеметово (Рязанская область)
Шеметово — село в Чучковском районе Рязанской области России. Входит в состав Аладьинского сельского поселения.

## География
Село находится в восточной части Рязанской области, в лесостепной зоне, в пределах Окско-Цнинского вала, при автодороге 61Н-678, на расстоянии примерно 5 километров (по прямой) к северо-востоку от Чучкова, административного центра района. Абсолютная высота — 159 метров над уровнем моря.

### Климат
Климат характеризуется как умеренно континентальный, с тёплым летом и холодной снежной зимой. Среднегодовая температура воздуха — 3,7 °C. Абсолютный минимум температуры воздуха составляет −42 °C; абсолютный максимум — 39 °C. Безморозный период длится около 140—150 дней. Продолжительность периода активной вегетации растений (со среднесуточной температурой воздуха выше 10 °C) составляет примерно 140 дней Среднегодовое количество осадков — 500 мм, из которых большая часть выпадает в тёплый период. Снежный покров держится в течение 135 дней.

### Часовой пояс
Село Шеметово, как и вся Рязанская область, находится в часовой зоне МСК (московское время). Смещение применяемого времени относительно UTC составляет +3:00.

## Население
| 1981 | 2010 |
| ---- | ---- |
| 4443 | ↘187 |

### Национальный состав
Согласно результатам переписи 2002 года, в национальной структуре населения русские составляли 91 % из 274 чел.